# 翠川鉄三

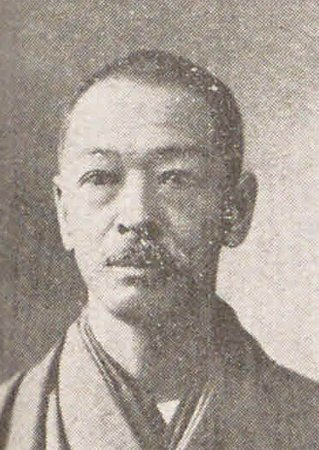
翠川鉄三

翠川 鉄三（みどりがわ てつぞう、安政7年1月8日（1860年1月30日） - 1916年（大正5年）3月26日）は、衆議院議員（立憲政友会）、弁護士。

## 経歴
信濃国小県郡和田村（現在の長和町）出身。1882年（明治15年）、代言人試験に合格し、松本で弁護士業務を始めた。後に長野弁護士組合副会長、同会長を務めた。
自由党に加入して自由民権運動に奔走し、1884年（明治17年）には飯田事件に連座し内乱陰謀罪の容疑で逮捕されたが、証拠不十分で釈放された。その後、信濃公党をおこして中央の自由党と結びつけ、党勢拡大に貢献した。
1908年（明治41年）、第10回衆議院議員総選挙に出馬し、当選。合計で3期務めた。
その他に長野倉庫銀行取締役を務めた。